# Mitrops dioxys
Mitrops dioxys är en insektsart som först beskrevs av Walker 1858.  Mitrops dioxys ingår i släktet Mitrops och familjen Dictyopharidae. Inga underarter finns listade i Catalogue of Life.